# Ilse Bendin
Ilse Bendin (* 1940 in Dresden) ist eine deutsche Schauspielerin und Hörspielsprecherin.

## Leben
Ilse Bendin (Ilse Amberger-Bendin) wurde 1940 in Dresden (nach anderer Quelle Zittau) geboren. In bürgerlich-konservativen Verhältnissen aufgewachsen, der Vater verlor im Zweiten Weltkrieg sein Leben, entschloss sie sich, gegen die Einwände ihrer Familie, Schauspielerin zu werden. Nach dem Studium an der Staatlichen Schauspielschule Berlin hatte sie Engagements an den Theatern in Dessau, Zwickau, Stralsund und dem Berliner Ensemble und wurde dann für viele Jahre Mitglied im Ensemble  des Eduard-von-Winterstein-Theaters in Annaberg. Nach dem Ausscheiden hatte sie Gastauftritte in mehreren Theatern. 2016 erlebte das Stück Die Kunst zu sterben, welches mit der Gruppe theatrale subversion auf der Grundlage ihrer wechselhaften, teils tragischen Lebenserinnerungen entstand, mit ihr in der Hauptrolle, in Braunschweig seine Uraufführung. Für den Spielfilm und für das Fernsehen stand sie mehrfach vor der Kamera und für den Rundfunk der DDR wirkte sie als Hörspielsprecherin. Ihren bislang letzten großen Auftritt hatte sie in Rosa von Praunheims Film Härte (1999).
Ilse Bendin wohnt in Dresden und war mit dem Theaterschauspieler und Theaterregisseur Wolfgang Amberger (1939–2011) verheiratet, den sie bereits bei während ihres ersten Engagements am Dessauer Theater kennenlernte.

## Filmografie
- 1963: Die Spur führt in den 7. Himmel (Fernseh-Fünfteiler, 1 Episode)
- 1963: Es geht nicht ohne Liebe
- 2002: Der weiße Hirsch (Kurzfilm)
- 2009: Der Teufel mit den drei goldenen Haaren (Fernsehfilm)
- 2010: SOKO Leipzig (Fernsehserie, 1 Episode)
- 2014: Die geliebten Schwestern
- 2015: Härte

## Theater
- 1964: Lajos Mesterházi: Das elfte Gebot – Regie: Konrad Haase (Landestheater Dessau)
- 1965: Bertolt Brecht/Kurt Weill: Die Dreigroschenoper – Regie: Albert R. Pasch (Landestheater Dessau)
- 1981: Friedrich Schiller: Die Jungfrau von Orleans – Regie: ? (Landestheater Dessau)
- 1988: Ödön von Horváth: Hin und Her – Regie: Reinhard Simon (Eduard-von-Winterstein-Theater Annaberg)
- 1999: Athol Fugard: Der Weg nach Mekka – Regie: Manfred Dietrich (Eduard-von-Winterstein-Theater Annaberg)
- 2011: Hans Christian Andersen: Des Kaisers neue Kleider (Angebirg, die Hofköchin) – Regie: Christian Kühn (Comödie Dresden)
- 2016 Michael McCrae: Die Kunst zu sterben – Regie: Michael McCrae/Romy Weyrauch (LOT-Theater Braunschweig)
- 2018: Jack Jacquine: Ein Mordssonntag – Regie: Gerhard Printschitsch (TheaterNative C Cottbus)

## Hörspiele
- 1959: Rolf H. Czayka: Die schwarze Schnur (Anna)  – Regie: ? (Hörspiel – Rundfunk der DDR)
- 1992: Jochen Hauser: Gespräche mit Sündern (Anna) – Regie: Walter Niklaus (Kriminalhörspiel – Rundfunk der DDR)